# Mortalium Animos
Mortalium Animos (llatí: l'esperit dels mortals) és una encíclica escrita pel papa Pius XI sobre el tema de l'ecumenisme i «la unitat de la veritable església», publicat a l'ocasió de l'epifania el 6 de gener de l'any 1928. Abans del Concili del Vaticà II, l'Església Catòlica veia amb molt mals ulls la relació amb els altres cristians. «L'encíclica Mortalium animos en va ser l'exemple més clar.» Era entre d'altres, una reacció contra les «converses de Mechelen» amb l'església anglicana engegades pel metropolità belga Désiré-Joseph Mercier (1851-1926).
Argument
Condemna el moviment ecumenista en la mesura que sigui relativista, reconegui elements de la teologia protestant o posi en dubte la «sola veritat» i els dogmes de l'única església veritable, la de Roma «on Pere i Pau van vessar la seva sang». Segons Pius XI, ningú no pot estar-se, ningú no pot quedar-se en la «única església del Crist» si no reconeix, per obediència l'autoritat i el poder de Pere i els seus successors legítims. S'obre només amb caritat cristiana als feligresos de la diàspora protestant, en la mesura que aquests «germans extraviats» es convertissin i amb un prec humil implorin la llum celestial i reconeguin l'única veritable església del Crist. Prohibeix qualsevol assemblea de catòlics amb els protestants, que no servi a empentar «aquests dissidents» a tornar a l'església de la qual al passat, malauradament, se'n van separar. Qualsevol altra actitud conduiria a indiferentisme, relativisme i modernisme.